# Offerman (Géorgie)
Pour les articles homonymes, voir Offerman.
Offerman est une ville américaine située dans le comté de Pierce, en Géorgie. Selon le recensement de 2020, sa population est de 450 habitants.